# Слюсарев, Василий Яковлевич
Василий Яковлевич Слюсарев — советский хозяйственный, государственный и политический деятель, Герой Социалистического Труда.

## Биография
Родился в 1912 году в Пишпеке. Член КПСС с 1944 года.
С 1929 года — на хозяйственной, общественной и политической работе. В 1929—1972 гг. — ученик слесаря ремонтно-механических мастерских, слесарь в ремонтно-механических мастерских чехословацкого промыслового кооператива «Интергельпо» в городе Фрунзе, бригадир слесарей-котельщиков завода сельскохозяйственного машиностроения имени М. В. Фрунзе Министерства тракторного и сельскохозяйственного машиностроения СССР.
Указом Президиума Верховного Совета СССР от 5 августа 1966 года присвоено звание Героя Социалистического Труда с вручением ордена Ленина и золотой медали «Серп и Молот».
С 1972 года — персональный пенсионер союзного значения. Проживал в Бишкеке.
Умер в 2001 году, похоронен на Чон-Арыкском кладбище Бишкека.